# Creswelliense
La cultura creswelliense es una cultura arqueológica del Paleolítico Superior final de la Gran Bretaña nombrada por D. Garrod en 1926 por el sitio epónimo de Creswell Crags, en Derbyshire.  Está datado en 13 000 - 11 800 BP. También se lo conoce como magdaleniense final de las islas británicas y fue seguido por el último estadio glacial, el Dryas reciente, cuando las islas británicas quedaron sin ocupación humana de forma intermitente. La siguiente cultura arqueológica en la región es la cultura ahrensburgiense.

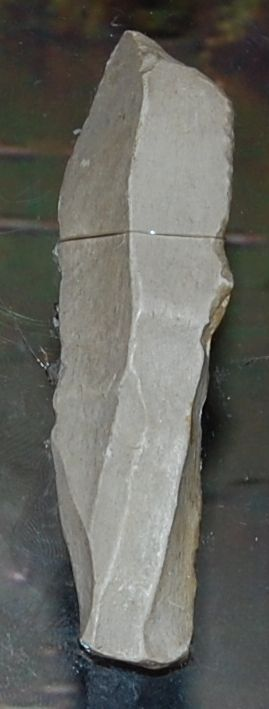
Punta creswelliense procedente Creswell Crags, en Derby Museum.

## Historia

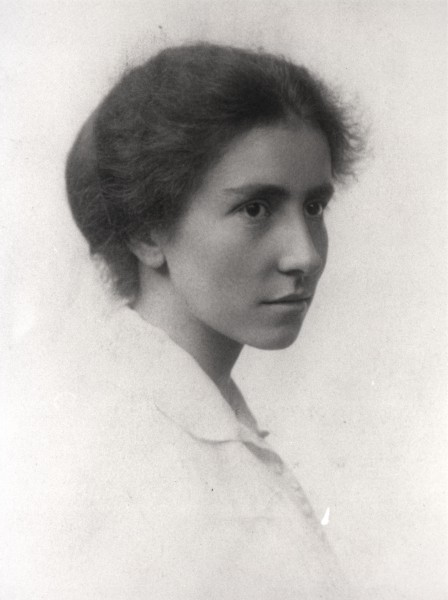
Dorothy Garrod

El término creswelliense fue utilizado por Dorothy Garrod en su obra The Upper Palaeolithic Age in Britain (1926). Ésta fue la primera publicación académica de la autora, que con el tiempo llegaría a ser la primera mujer profesora en Cambridge. Es la primera monografía de conjunto sobre el paleolítico superior de las islas británicas y durante medio siglo fue la única obra de referencia sobre la materia. Garrod propuso que esta variante inglesa de la industria magdaleniense tenía personalidad suficiente como para crear un nombre específico. La definición del creswelliense se fue precisando desde entonces y actualmente se refiere exclusivamente, en el contexto de las islas británicas, a industrias de tipo magdaleniense final. Sin embargo, hay autores que ponen en cuestión la individualidad del creswelliense como cultura específica.

## Características
Hace unos 15000 años, las poblaciones magalenienses podían emigrar hacia el norte por la retirada del inlandsis noreuropeo. Con el mar cien metros por debajo del nivel actual, los territorios que iban quedando libres de hielos fueron siendo ocupados y en seguida se formaron, en la llanura norte alemana, la cultura hamburguiense, seguida por la de Federmesser;  el creswelliense en Inglaterra y la cultura de Tjong, en los Países Bajos. El creswelliense presenta similitudes con las culturas del norte de Alemania y lazos con la de los Países Bajos. Todas ellas presentan la impronta magdaleniense. 
Los útiles líticos característicos del creswelliense son las hojas trapezoidales denominadas «puntas Cheddar» y sus variantes llamadas «puntas Creswell», así como láminas más pequeñas. Otro tipo de útiles son los raspadores, hechos sobre hojas rectas alargadas. Hay también objetos de ámbar báltico, de marfil de mamut, de dientes y huesos de animales para fabricar arpones, puntas, cuentas y agujas. Menos habituales son las azagayas de marfil.
Se conocen veintiocho sitios de producción de puntas Cheddar en Inglaterra y Gales, pero hasta el momento no se han encontrado en Escocia ni Irlanda. Numerosos lugares están en cuevas, pero la mayoría son asentamientos al aire libre. En ellos se ha podido comprobar que los útiles de sílex podía viajar a 150 km de su lugar de producción, de canteras seleccionadas. Este dato, junto con la presencia de conchas foráneas y ámbar de las costas del mar del Norte, indica que se trataba de poblaciones muy móviles.